# Tuntange
Tuntange (luxemburguès Tënten, alemany Tüntingen) és una comuna i vila a l'est de Luxemburg, que forma part del cantó de Mersch. Comprèn les viles de Tuntange, Ansemburg, Bour, Hollenfels i Marienthal. Limita amb les comunes de Saeul i Septfontaines.

## Població
| Nacionalitat   | Població | %      |
| -------------- | -------- | ------ |
| luxemburguesos | 682      | 66,41% |
| Forasters      | 345      | 33,59% |
| - portuguesos  | 38       | 3,70%  |
| - francesos    | 61       | 5,94%  |
| - italians     | 15       | 1,46%  |
| - belgues      | 54       | 5,26%  |
| - alemanys     | 22       | 2,14%  |
| - iugoslaus    | 99       | 9,64%  |
| - altres       | 56       | 5,45%  |

## Evolució demogràfica
| Any        | Població |
| ---------- | -------- |
| 15/02/2001 | 1.027    |
| 01/01/2002 | 1.034    |
| 01/01/2003 | 1.063    |
| 01/01/2004 | 1.056    |
| 01/01/2005 | 1.064    |